# NGC 2372
NGC 2372 je planetna maglica u zviježđu Blizancima. 

## Vanjske poveznice
- SEDS: NGC 2372